# Anime Expo

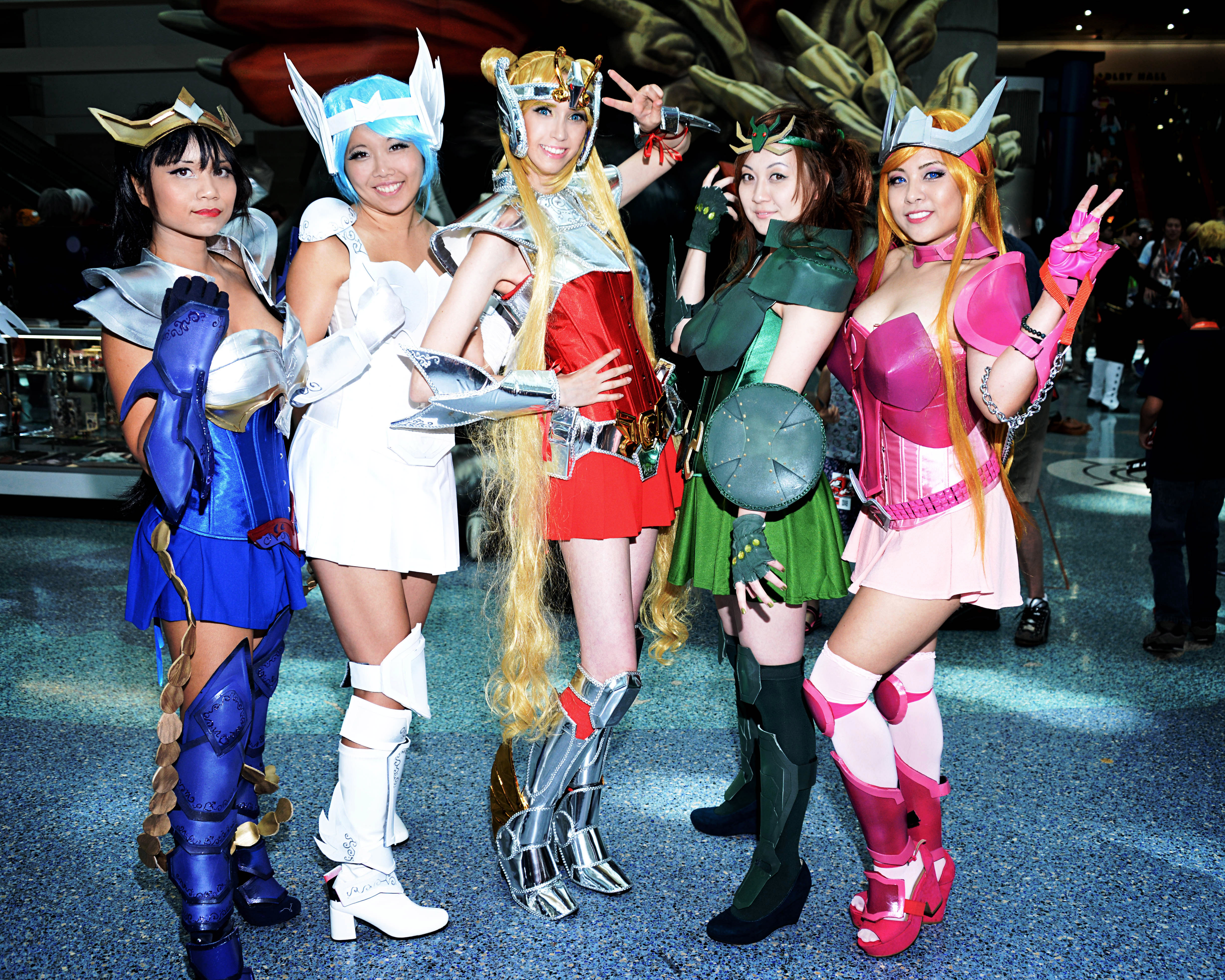
Cosplayers Saint Seiya e Inner Senshi de Sailor Moon no Anime Expo, 2016.

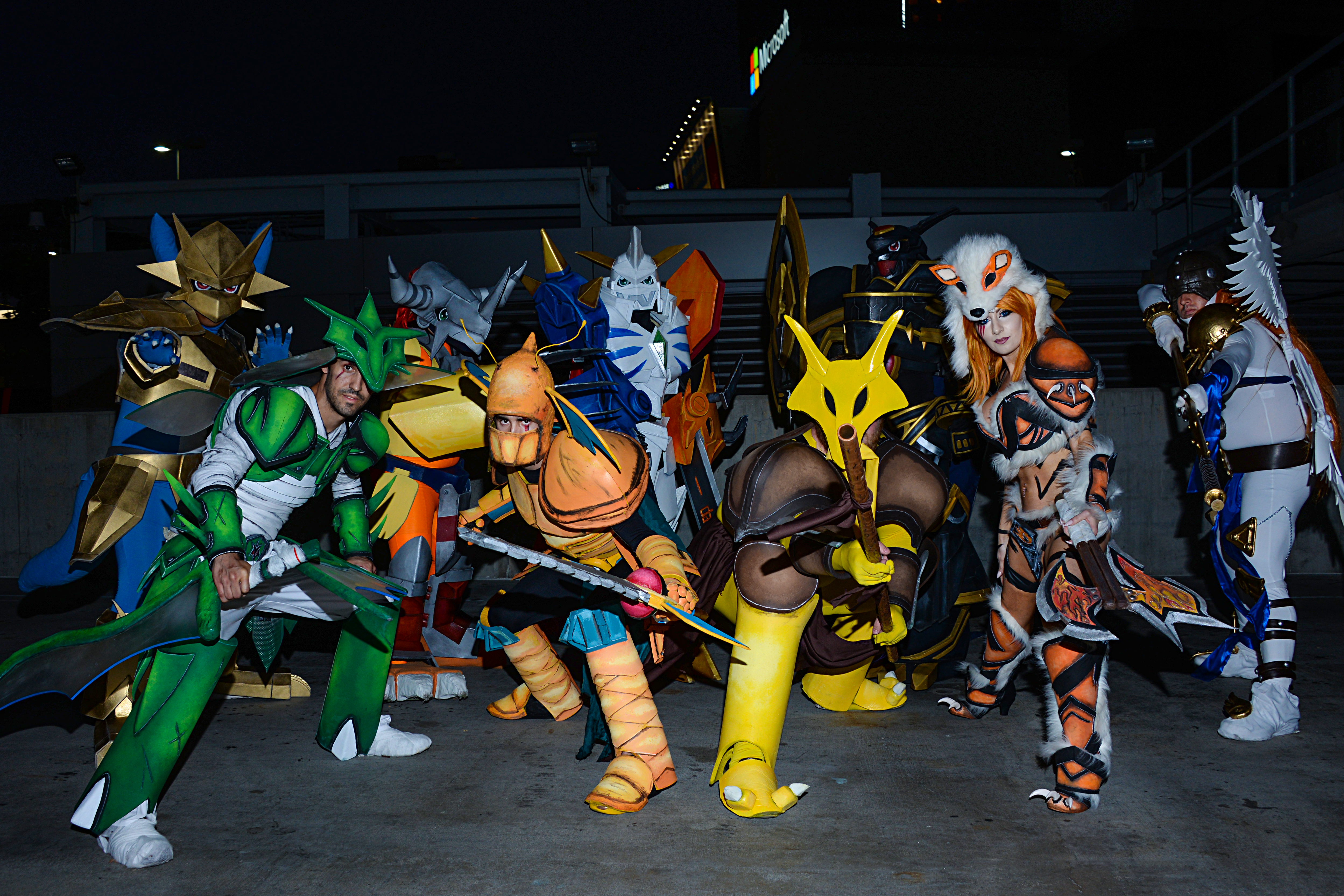
Cosplayers do lado de fora do centro de convenções de Los Angeles

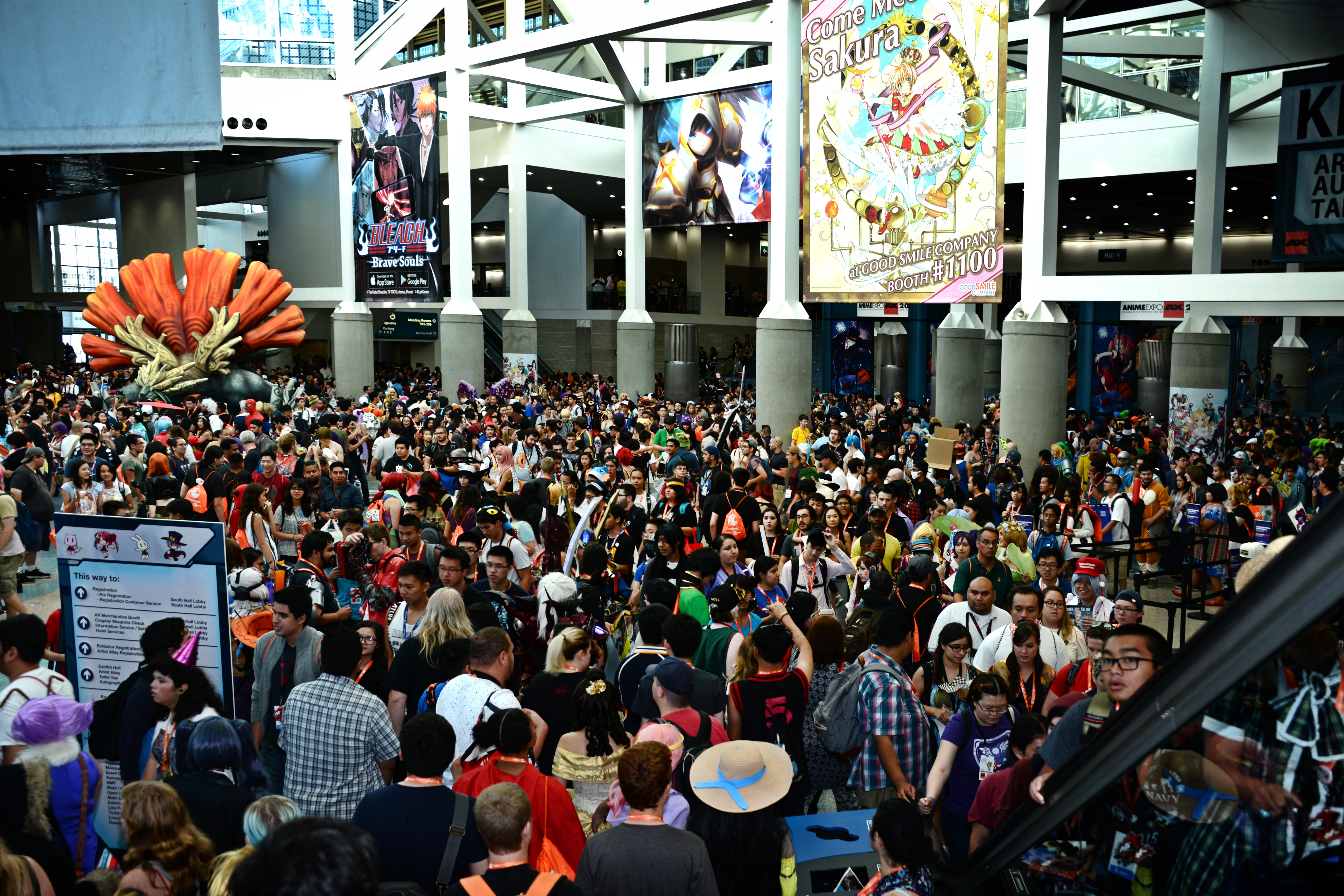
Participantes reunidos no salão sul do centro de convenções de Los Angeles durante a Anime Expo, 2016

Anime Expo, abreviatura AX, é uma convenção americana de anime que acontece em Los Angeles, Califórnia, organizada sem fins lucrativos pela Sociedade de Divulgação da Animação Japonesa (SPJA). A convenção acontece tradicionalmente todo ano na primeira semana de julho, com duração de quatro dias. A Anime Expo é regulamente sediada no centro de convenções de Los Angeles, mas também tem acontecido em outras cidades como Anaheim, San José, Nova York, e Tóquio. A Anime Expo é atualmente a maior convenção Norte Americana de animes deste 2017.

## Eventos e programação
A Anime Expo possui muitos eventos e atividades durante a convenção para os participantes fazerem parte como convidados em painéis, jogos de mesa, competições, arcades e concertos.
As atrações principais incluem o concurso de cosplay, competição de vídeo musical de anime (AMV), batalha de bandas e leilão de caridade. A Anime Expo abrange uma multidão de convidados de honra (GoH) da indústria, incluindo notáveis artistas musicais que costumam realizar grandes shows na Anime Expo. A Anime Expo possui uma grande variedade de painéis focados, oficinas e eventos; alguns feitos por fãs ou patrocinados pela indústria. Numerosos filmes e salas de vídeo além de exibições de animes que acontecem dia e noite.
Como muitas outras convenções, A Anime Expo também dispõe de uma grade quantidade de halls de exibições onde os participantes podem adquirir uma variedade de produtos a partir de uma ampla gama de expositores. Esses halls de exibições também apresentam um espaço de artistas onde as pessoas podem comprar trabalhos de arte feitos por fãs, assim como outras variedades de trabalhos manuais tais como perucas, posters, e material para cosplay.

## História da convenção

### História

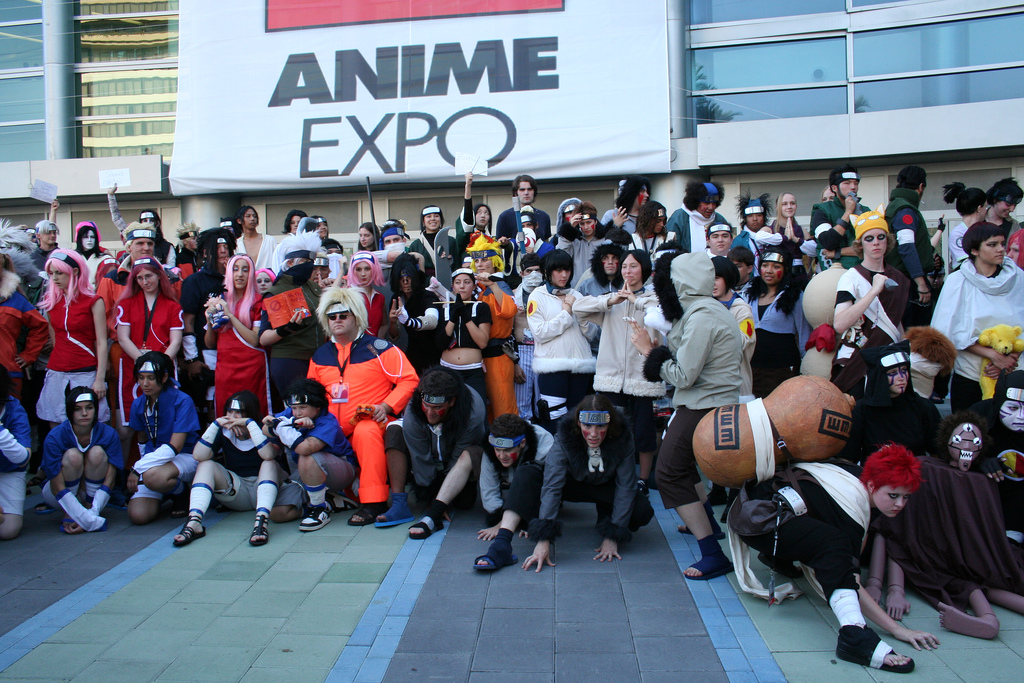
Cosplays de Naruto na Anime Expo, 2006

A primeira Anime Expo foi realizada entre 3 e 6 junho de 1992 no Red Lion Hotel em São José, Califórnia. Muitos dos organizadores originais vinharam da Anime Con, uma convenção de anime sediada em São José, 1991, e depois incorporada pelo SPJA em 1992. Em 1994, A Anime Expo fez uma realocação estratégica para a área sul da Califórnia, e todas as subsequentes convenções têm acontecido lá desde então.
A convenção continua a prosperar devido à grande popularidade dos animes e a cultura popular japonesa; mantendo uma forte atração devido aos muitos convidados notáveis que comparecem. Eles atualmente detêm o título Norte Americano de maior convenção de animes, um título que eles têm consistentemente mantido todos os anos, exceto em 2003, onde seu acontecimento foi ligeiramente superado pela convenção Otakon na costa leste. De 1.750 participantes em 1992, o tamanho da Anime Expo aumentou para mais de 107.658 em 2017, fazendo a Anime Expo ser a maior convenção de anime e mangá da América do Norte.
Em março de 2009, o diretor-executivo Trulee Karahashi, que fez parte da Anime Expo e SPJA em várias áreas por 11 anos, deixou a organização. Em setembro, o antigo executivo da Universal Studios, Michael Lattanzio, foi mais tarde contratado com novo CEO da SPJA.
Em janeiro de 2010, oito membros da equipe principal de administração da Anime Expo (ConCom) renunciaram publicamente por conta de desacordos com a nova direção da organização comandada por Lattanzio. Um ponto significativo da contenda foi a decisão de Lattanzio de refocar a estrutura de marketing da SPJA, iniciando com a demissão de um PR e um contratante de marketing que a organização tem fechado acordos com ele desde 2004. Adicionalmente, dois outros funcionários já haviam saído por outros motivos, mantendo-se apenas o vice-presidente e dois outros membros que retornaram da equipe dos anos anteriores.
Em setembro de 2010, Lattanzio foi desonerado da posição de CEO. O então presidente do conselho da SPJA, Marc Perez, se tornou o CEO interino; em angosto de 2011 ele foi removido do conselho administrativo para ser CEO em tempo integral (como foi pedido pelo estatuto da SPJA).
No início de 2012, a Anime News Network relatou que a Anime Expo sofreu uma perda de US$ 1,2 milhão em 2010. A convenção de 2011 teve um lucro de US$ 100.000 e reduziu o saldo de débito para US$ 700.000. O artigo também mencionava que um dos credores, IDG World Expo, estará assumindo várias questões da organização, como a seleção de convidados e o controle das programações que permanecem a SPJA. Adicionalmente Takayuki Karahashi foi eleito a presidente do conselho de diretores.
A convenção continuou localizada no LACC até 2019. Em abril de 2016, Marc Perez deixou a companhia, com Ray Chiang se tornando o CEO interino da SPJA.
Em 30 de junho de 2017, a primeira noite de pre-shows foi adicionada a Anime Expo, que incluíam o Distrito Neon, sediamento das finais do World Cosplay Summit EUA, e premiações.
Como o comparecimento a convenção tem aumentado, ela é vista com longas filas na entrada do salão de convenções, que os organizadores dizem ser por conta da preocupação com a segurança.
Nos meses que antecederam o evento de 2020, o surto global de coronavírus causou preocupações relacionadas aos grandes encontros como os da Anime Expo. Em 17 de abril de 2020, a SPJA anunciou que ela irá cancelar a Anime Expo 2020, enfatizando "a saúde e segurança" como preocupações. Entretanto, a SPJA declarou que ela ainda tinha planos para o evento acontecer em 2021 nas datas normais de julho. No dia 27 de maio de 2020, eles anunciaram uma convenção online de dois dias intitulada de Anime Expo Lite, que ocorreu em 3 e 4 de junho de 2020. Em 3 de março de 2021, a SPJA cancelou a convenção presencial e comunicou que, em vez disso, a Anime Expo Lite seria colocada no cronograma para 2021, citando a "continuação das incertezas sobre a pandemia de COVID-19". Em 28 de junho de 2021, a SJPA anunciou planos para retornar os eventos presenciais nos dias 1 e 4 de junho de 2022.

### Outras Animes Expos
A SPJA realizou duas convenções fora da Califórnia: a Anime Expo de Nova York em 2022, e a Anime Expo Tóquio em 2004.

#### Anime Expo Nova York
Anime Expo Nova York (AXNY) foi realizada em 2002 na Time Square, distrito da cidade de Nova York, no estado de Nova York. O evento foi originalmente um esforço conjunto com o Central Mídia Parque e seu evento do setor, o Big Apple Anime Fest (BAAF). Devido às diferenças, o evento aconteceu de forma separada dos participantes que estavam no mesmo prazo de tempo e local, com o BAAF mantendo um teatro de exibição de filmes, e a Anime Expo Nova York apresentando a convenção. Os eventos compartilharam alguns recursos, como uma notável lista de convidados nos guias de programação de ambos os eventos. O SPJA fez o evento para demonstrar que os eventos poderiam acontecer fora do estado sede da Califórnia. O evento foi um precursor para a Anime Expo Tóquio que foi realizada em Tóquio no Japão em 2004. Não houve mais nenhum evento da SPJA fora da Califórnia desde 2004.

#### Anime Expo Tóquio
Anime Expo Tóquio (AX Tokyo) foi realizada em 2004 no centro de convenções Sunshine City em Ikebukuro, Tóquio, Japão. Ele não foi diretamente organizado de forma técnica pela SPJA, mas pela Associação Japonesa de Comunicação Internacional de Ficção Científica (www.jasfic.or.jp — JASFIC) com assistência da SPJA. O JASFIC tinha duas metas com a Anime Expo Tóquio. A primeira meta era estabelecer uma convenção no Japão não corporativa dedica a animes, a segunda era demonstrar para os organizadores da Convenção Mundial de Ficção Científica (WorldCon) que o Japão poderia servir como um local propício para convenções que atraem estrangeiros. Embora a Anime Expo Tókio não tenha acontecido em um segundo ano, a JASFIC foi sobretudo bem sucedida em atrair a 65.ª Convenção Mundial de Ficção Científica para o Japão em 2007. 
A Anime Expo Tóquio teve uma lista superior a 40 convidados como o mangaká Ken Akamatsu, MiQ, Under17, Hiroshi Aro e muitos outros, apesar de uma pequena minoria ter cancelado em última hora. A Anime Expo Tóquio também foi umas das primeiras Anime Expo que trouce convidados oficialmente vindos da indústria de animes dos EUA, como o artista de webcomic Fred Gallagher e o dublador Crispin Freeman.
Dos 4.249 participantes da Anime Expo Tóquio, um número estimado de 300 vieram do exterior. Além do número de comparecimentos, 240 eram da imprensa e outros 40 eram de outro continente. Haviam também 430 pessoas a mais que eram compostas por revendedores, convidados e funcionários.
Não foram anunciados planos para acontecer outra Anime Expo oficial fora de Califórnia.

### Outras convenções

#### Anime Conji
Em 2010, a Anime Conji começou como uma convenção anual em São Diego. Em 2013, passou a ser administrado pela APJA. A Anime Conji 2016 foi cancelada devido a problemas com a qualidade do evento. A convenção retornou em 2018 com seus organizadores originais, a Sociedade de Ficção Especulativa de San Diego (SanSFiS).

## Estrutura organizacional
A Sociedade para a Promoção da Animação Japonesa (SPJA), a organização-mãe que produz a Anime Expo, é uma organização federal de caridade sem fins lucrativos registrada no estado da Califórnia 501(c)(3). Antes de 1.º  de janeiro de 2020, eles foram registrados como uma 501(c)(3) organização de benefícios comerciais sem fins lucrativos.
A operação da Anime Expo é dividida dentro de dois grupos: entretenimento e operações. O grupo de entretenimento possui as seguintes divisões: parte tecnológica, salão de entretenimento, relação com convidados, eventos interativos e programação. O grupo de operações possui as seguintes divisões: salão de exibições, cadastro e instalações. Desde 2013, a SPJA empregou 11 funcionários e mais de 1000 voluntários para a Anime Expo.
A empresa-mãe da Anime Expo, a SPJA, tem um número adicional de cargos remunerados responsáveis por conduzir as operações durante o ano todo. Tais cargos também incluem: diretor administrativo, diretor-executivo, gerente de finanças, diretor de RH, diretor de marketing e diretor tecnológico. A SPJA também contrata consultores para funções terceirizadas como: marketing, administração, treinamento estratégico, representação legal, vendas e outros assuntos conforme as necessidades. 